# 수트서플라이
수트서플라이(영어: Suitsupply)는 2000년도 포크 드 용이 설립한 남성 수트 브랜드로 본사는 네덜란드 암스테르담에 위치해있다.

## 역사

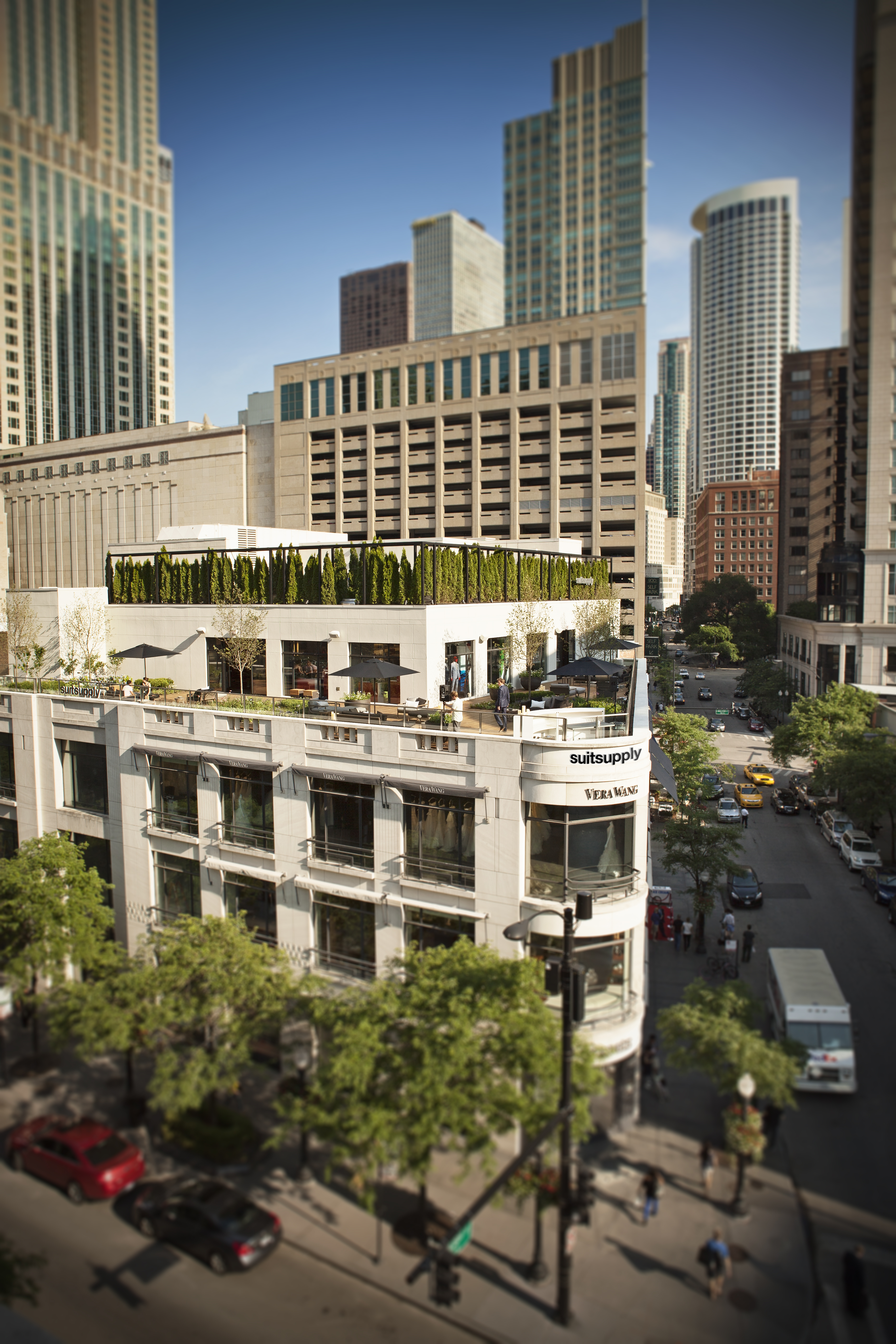
시카고 매장

수트서플라이는 2000년 당시 법대생이였던 만 26살의 포크 드 용(Fokke de Jong)이 기숙사 방에서 처음 설립하였다. 재학 당시 테일러링 파티를 개최하던 그는 테일러링에 반하여 학업을 그만두고 수트서플라이를 설립하였다.
유러피안 브랜드 수트서플라이는 남성 패션 산업에서 다른 브랜드와 차별화 하여 완전히 새로운 시장을 개척해냈다. 비엘라에서 생산되는 최고급 이태리 원단만을 사용한 유러피안 스타일링을 합리적인 가격으로 선보이고 다른 의류 브랜드에서 “어떻게 저런 전략이 가능하지”라고 되묻을만큼 독보적인 전략을 가지고 있다. 수트서플라이 철학은 테일러링을 바탕으로 모든 사람에게 잘 맞는 실루엣을 선사하는 것이다. 각 매장마다 재단사가 상주하여 구매 후 기다리는 동안 체형벌 수선 및 맟춤이 가능하다.
수트서플라이 제품에서 사용되는 원단으로는 비탈레 바베리스 까노니코(Vitale Barberis Canonico), 칼로 바베라(Carlo Barbera), 안젤리코(Angelico), 오르메짜노(Ormezzano), 구아벨로(Guabello), 레다(Reda), 라루스미아니(Larusminai), 쎄루띠(Cerruti)등이 있다.
현재 F/W 14 시즌에 14가지 라인의 수트를 선보이며 그 이외 셔츠, 코트, 재킷, 스웨터, 가방, 가죽 제품 및 패션 액세서리가 있고 매년 새로운 라인의 수트가 출시되고 있다. 2011년 월스트리트저널에서 남성복 전문가들의 블라인드 테스트 시 아르마니와 같이 공동 1위를 차지하였다.
수트서플라이는 매우 독특한 곳에 매장을 여는걸로 유명한데 고성당, 펜트하우스, 뉴욕 소호지역의 로프트를 고객에 맞추어 편안하고 릴렉스한 공간으로 탈바꿈한다. 수트서플라이의 모토인 "남들에게 맞추지 않고 나만의 스타일로" 이러한 수트서플라이 매장은 공간을 재구성하여 최고급 서비스로만 제공하는 브랜드이다. 뉴욕 매거진에서 수트 쇼핑하기 제일 좋은 브랜드 스토어로 선정되었으며 GQ 매거진에서 제일 쿨한 스토어로 선정되었다.

## 연혁
네덜란드 외 첫 매장으로는 2007년 안트베르펜에 설립하였고 그 해 런던에도 매장을 설립하였다.
유럽, 미주 및 아시아 13개 국가에 50개 매장을 운영하고 있으며 온라인 스토어로 전세계적으로 판매되고 있다. 현재 네덜란드, 미국, 영국, 이탈리아, 독일, 벨기에, 라트비아, 리투아니아, 벨라루스, 러시아 및 중국에 매장이 있으며 아시아 매장으로는 상하이, 싱가포르, 대한민국 이 있다. 암스테르담 외에도 뉴욕, 상하이에 사무실이 있다.

## 올림픽 스폰서
수트서플라이는 네덜란드 올림픽 선수단의 공식 스폰서이고 매 올림픽 시 스페셜 컬렉션을 선보이는데 2008년 베이징 올림픽, 2010년 벤쿠버 올림픽, 2012년 런던 올림픽 및 2014년 소치 올림픽에서 네덜란드 올림픽 선수단복을 디자인하였다. 2012년도 올림픽 당시에는 'Best uniform'으로 선정되었다.

## 마케팅 캠페인
수트서플라이는 매 시즌 선보이는 흥미롭고 파격성을 띤 홍보 광고로 유명하고 2004년도 이래 Carli Hermes가 모든 홍보 사진 촬영을 담당한다. 매 홍보는 개성을 강조하는 활동으로서 혁신을 중심으로 규범과 관습에 벗어난 모습을 선보이면서 강렬한 개성을 전하는 실험성을 띤 해설을 창조한다. 2013년 F/W 및 2014년 S/S 신상품은 암스테르담 국립박물관에서 공동 작업했는데 네덜란드 르네상스 명화를 배경으로 모델을 내세워 인상이 매우 깊은 상품을 제작하였다.

## 스페셜 콜라보레이션
Suitsupply는 2009년 런던에 있는 백화점인 리버티에서 출시한 원단의 포켓 스퀘어를 공동 작업했고 2010년 UNIS, Mackentosh and Lavenham과 공동으로 작업했다. 2012년도 이래 이탈리아 제화 상표인 안토니오 마우리찌(Antonio Maurizi)와 공동 작업한 제화 신상품을 선보인다.

## 같이 보기
- 아르마니